# Tuomas Iisalo
Tuomas Iisalo (* 29. Juli 1982) ist ein finnischer Basketballtrainer und ehemaliger -spieler.

## Laufbahn
Iisalo lebte in den 1980er Jahren als Kind vier Jahre lang in Ost-Berlin, wo sein Vater für eine finnische Zeitung als Korrespondent tätig war. Während seiner Spielerzeit stand Iisalo in Diensten der finnischen Erstligisten Kouvolan Kouvot (2000 bis 2003 und 2006 bis 2009), Honka Espoo (2003 bis 2006, 2009 bis 2011 und 2012 bis 2014) und Torpan Pojat Helsinki (2011/12). Der 1,95 Meter große Flügelspieler gewann zweimal den finnischen Pokalwettbewerb und spielte für die finnische A-Nationalmannschaft unter anderem bei den Europameisterschaften 2009 und 2011. Er bestritt 57 A-Länderspiele.
Nach dem Ende seiner Spielerkarriere übernahm Iisalo in der Saison 2014/15 das Cheftraineramt beim Erstligisten Tapiolan Honka und war danach Assistenztrainer der weiblichen U15-Nationalmannschaft Finnlands. Im März 2016 wurde er vom deutschen Bundesligaverein Crailsheim Merlins verpflichtet. Der Klassenerhalt in der Bundesliga wurde zwar verpasst, doch Iisalo erhielt eine Vertragsverlängerung und betreute die Mannschaft nach dem Abstieg in der 2. Bundesliga ProA.
Im Spieljahr 2017/18 führte Iisalo die Crailsheimer als Vizemeister der zweiten Liga in die Bundesliga zurück. Er schaffte mit Crailsheim in der Saison 2018/19 den Klassenerhalt in der Bundesliga, was erst nach einem Sieg am letzten Spieltag feststand und aufgrund der Umstände als „Wunder“ bezeichnet wurde. Zu Beginn des Spieljahres 2019/20 entwickelte sich Crailsheim unter Iisalos Leitung zur Überraschungsmannschaft in der Bundesliga und stand nach fünf Siegen aus den ersten fünf Spielen auf dem ersten Tabellenrang. Seine Mannschaft war Tabellendritter, als die Saison 2019/20 wegen des Coronavirus SARS-CoV-2 im Frühjahr 2020 unterbrochen wurde. Auch da Iisalo beim Saisonschlussturnier der Bundesliga im Juni 2020 dann aufgrund der besonderen Umstände mehrere vorherige Leistungsträger nicht mehr zur Verfügung standen, blieb seine Mannschaft dort ohne Sieg und schloss das Spieljahr damit als Zehnter ab. Im April 2021 gaben die Crailsheim Merlins seinen Abschied nach dem Saisonende 2020/21 bekannt. Iisalos Amtszeit in Crailsheim endete Ende Mai 2021 mit dem Ausscheiden im Bundesliga-Viertelfinale gegen Bayern München. Wenige Tage später unterschrieb er einen Zweijahresvertrag beim Bundesliga-Konkurrenten Telekom Baskets Bonn. Er wechselte gemeinsam mit seinem Bruder Joonas nach Bonn, der seit 2019 sein Assistent in Crailsheim war. Die Rheinländer führte er in der Saison 2021/22 zu einem Aufschwung, Ende Dezember 2021 stand die Mannschaft erstmals seit zwölf Jahren wieder auf dem ersten Platz der Bundesliga-Tabelle. Iisalo wurde in der Saison 2021/22 als bester Bundesliga-Trainer ausgezeichnet. Er erreichte mit Bonn 2022 das Bundesliga-Halbfinale. Sein Bruder Joonas verließ danach Bonn, um als Cheftrainer nach Heidelberg zu wechseln.
Anfang Mai 2023 wurde Tuomas Iisalo wie in der Vorsaison die Auszeichnung als bester Bundesliga-Trainer der Saison zuteil. Zum Zeitpunkt der Bekanntgabe stand er mit der Bonner Mannschaft an der Tabellenspitze, hatte im vorherigen Verlauf der Bundesliga-Spielrunde 2022/23 mit Bonn 31 von 33 Ligaspielen gewonnen. Im Mai 2023 errang er mit den Rheinländern den Sieg im Europapokalwettbewerb Champions League. Iisalo erhielt die Auszeichnung als bester Trainer des Wettbewerbs. In der Bundesliga führte er die Bonner in die Endspiele um die deutsche Meisterschaft, in denen man im Juni 2023 1:3 gegen Ulm verlor. In der Saison 2022/23 holte er mit den Rheinländern wettbewerbsübergreifend 54 Siege, sieben Spiele wurden verloren.
Iisalo verließ Bonn nach dem Saisonende 2022/23 und wechselte zum französischen Erstligisten Paris Basketball. Im Februar 2024 gewann die Mannschaft unter seiner Leitung den französischen Ligapokal Leaders Cup. Im Spieljahr 2023/24 wurde Iisalo als Trainer des Jahres im Eurocup ausgezeichnet. Er errang mit Paris den Sieg in dem Wettbewerb, dadurch erlangte die Mannschaft das Teilnahmerecht an der Euroleague-Saison 2024/25. Iisalo stellte mit der Pariser Mannschaft im Spieljahr 2023/24 mit wettbewerbsübergreifend 25 Siegen in Folge einen neuen Bestwert für eine französische Profimannschaft auf. Damit wurde der Wert von Limoges CSP übertroffen, das 1989/90 24 Siege ohne zwischenzeitliche Niederlage geholt hatte. Er erhielt die Auszeichnung als bester Trainer der Saison 2023/24 in der französischen Liga. Iisalo erreicht mit Paris 2024 die Endspiele um die französische Meisterschaft, hier unterlag man AS Monaco.
Er verließ Paris nach dem Ende der Saison 2023/24 und wurde Assistenztrainer bei der NBA-Mannschaft Memphis Grizzlies. Im November 2024 war Iisalo im Spiel gegen die Los Angeles Lakers in Abwesenheit des wegen eines Trauerfalls verhinderten Cheftrainers Taylor Jenkins erstmals als hauptverantwortlicher Trainer in einem NBA-Spiel tätig. Er führte Memphis in der Begegnung zu einem 131:114-Sieg. Ende März 2025 trennte sich Memphis von Jenkins, Iisalo wurde die Aufgabe übertragen, die Mannschaft bis zum Ende der Saison 2024/25 als Cheftrainer zu betreuen. Anschließend blieb Iisalo im Amt.

## Erfolge
- Bundesliga-Aufstieg 2018
- Bundesliga-Trainer des Jahres 2021/22, 2022/23
- Champions-League-Sieg 2023
- Trainer des Jahres in der Champions League 2022/23
- Leaders-Cup-Sieger 2024
- Trainer des Jahres im Eurocup 2023/24
- Eurocup-Sieger 2024
- Trainer des Jahres der französischen Liga 2023/24